# Eufreu
Eufreu (em grego clássico: Εὐφραῖος; fl. c. século IV a.C.; d. ca. 342 a.C./341 a.C.) foi um filósofo e aluno de Platão da cidade de Oreus, no norte da Eubeia. Ele parece ter sido ativo na política, além de seus estudos especulativos, sendo primeiro conselheiro de Pérdicas III da Macedônia e depois oponente de Filipe II e seus apoiadores em Oreus. As informações sobre sua vida são escassas, no entanto, e poucos fatos sobre ela são mencionados em mais de uma fonte. Ele aparece na Quinta Carta de Platão, na Terceira Filípica de Demóstenes e na Deipnosophistae de Ateneu (que repete as informações sobre ele contidas nas agora perdidas Notas históricas de Carístio de Pérgamo).

## Vida
Nenhuma das fontes que o mencionam diz algo sobre sua família ou infância. Muito do que se sabe sobre ele envolve sua atividade política.
Na Quinta Carta de Platão, pouco se fala sobre Eufreu além de sua aptidão para a filosofia política, e a autenticidade da carta foi questionada. A carta recomenda Eufreu a Pérdicas III, rei da Macedônia. Essa história, pelo menos, é apoiada por Carístio, que cita uma carta supostamente de Espeusipo (sobrinho de Platão e sucessor como chefe da Academia) dizendo que Filipe II deveria parar de caluniar Platão porque ele lhe deve sua realeza, ainda que de forma indireta. Platão, conta a história, enviou Eufreu a Pérdicas, Eufreu aconselhou que ele concedesse um principado a seu irmão Filipe, e a ocupação militar desta terra por Filipe permitiu-lhe tomar o poder após a morte de Pérdicas.
Carístio fornece um retrato bastante cômico do mandato de Eufreu com Pérdicas. "Eufreu, por exemplo, ao ficar na corte do rei Pérdicas na Macedônia, governou-a tão majestosamente quanto o próprio rei, embora fosse de origem inferior e dado à calúnia; ele foi tão pedante em sua escolha dos associados do rei que ninguém poderia compartilhar a confusão comum se ele não soubesse como praticar geometria ou filosofia". Carístio atribui a morte de Eufreu após a ascensão de Filipe ao ódio que esse comportamento despertou.
Demóstenes é muito mais simpático a Eufreu, por outro lado.  Embora não mencione qualquer vizirnado a Pérdicas, ou qualquer razão pela qual o partido democrático em Oreus concordou com "prazer malicioso" que ele merecia seu infeliz fim, Demóstenes apoia a ideia de que Eufreu foi um participante ativo na política. Ele não nota nenhuma conexão explícita com Platão, mas diz que Eufreu morou uma vez em Atenas. Demóstenes elogia Eufreu por liderar a luta em Oreus contra os desígnios imperiais de Filipe. De acordo com Demóstenes, Eufreu acusou aqueles em sua cidade que apoiaram Filipe de traição um ano antes de Parmênio invadir, mas ele mesmo foi lançado na prisão como um perturbador da paz como resultado. Quando Oreus foi levado pelas forças de Filipe, Eufreu cometeu suicídio. Demóstenes o elogia efusivamente, comparando a posição de Eufreu com a sua e usando toda a história como um conto de advertência sobre os riscos corridos por Atenas e o próprio Demóstenes na luta pelo bem de Atenas.